# (160) Una
(160) Una – planetoida krążąca pomiędzy orbitami Marsa i Jowisza.

## Odkrycie
Została odkryta przez Christiana Petersa w dniu 20 lutego 1876 roku w Clinton położonym w hrabstwie Oneida w stanie Nowy Jork. Nazwa planetoidy pochodzi od imienia jednej z bohaterek poematu epickiego pt. The Faerie Queene (1590) autorstwa Edmunda Spensera.

## Orbita
(160) Una okrąża Słońce w ciągu 4 lat i 186 dni, w średniej odległości 2,73 j.a.
Ma średnicę ok. 81,2 km i wykonuje jeden pełny obrót wokół własnej osi w czasie ok. 11 godzin. (160) Una ma bardzo ciemną powierzchnię.